# Cantone di Annecy-2
Il Cantone di Annecy-2 è una divisione amministrativa dell'arrondissement di Annecy.
È stato costituito a seguito della riforma approvata con decreto del 13 febbraio 2014, che ha avuto attuazione dopo le elezioni dipartimentali del 2015.

## Composizione
Comprende parte della città di Annecy e il comune di Sévrier.